# هانس بارون
هانس بارون (بالألمانية: Hans Baron)‏ (ولد 22 يونيو 1900 - 26 نوفمبر 1988) وهو مؤرخ ألماني أمريكي في الفكر السياسي وأدب عصر النهضة الإيطالية. كان إسهامه الرئيسي في تأريخ النهضة الإيطالية هو إدراج مصطلح الإنسانية المدنية في عام 1928 والذي يشير فيه إلى معظم إن لم يكن كامل المحتوى الكلاسيكي للجمهورية.